# Levski
Levski (en búlgaro: Лѐвски) es una ciudad de Bulgaria, capital del municipio homónimo en la provincia de Pleven.

## Geografía
Se encuentra a una altitud de 69 m s. n. m. a 197 km de la capital nacional, Sofía.

## Demografía
Según estimación 2012 contaba con una población de 10 989 habitantes.
|         | 2004   | 2005   | 2006   | 2007   | 2008   | 2009   | 2010   | 2011  |
| Mujeres | 5 792  | 5 646  | 5 570  | 5 490  | 5 454  | 5 404  | 5 396  | 5 034 |
| Varones | 5 586  | 5 459  | 5 386  | 5 296  | 5 230  | 5 167  | 5 132  | 4 770 |
| Total   | 11 378 | 11 105 | 10 956 | 10 786 | 10 684 | 10 571 | 10 528 | 9804  |